# اشتادلر ریل
اشتادلر ریل (انگلیسی: Stadler Rail) یک شرکت تولیدکننده ماشین‌های ریلی در سوئیس است.
این شرکت که در سال ۱۹۴۲ تأسیس شده در زمینه تولید تراموا و قطار شهری فعالیت می‌کند. گروه اشتادلر ریل در کشورهای الجزایر، آلمان، ایتالیا، هلند، اتریش، لهستان، سوئیس، اسپانیا، جمهوری چک، مجارستان و بلاروس شرکت‌های تابعه دارد.